# Briesenluch
Briesenluch ist ein bewohnter Gemeindeteil im Ortsteil Markgrafpieske der Gemeinde Spreenhagen im Landkreis Oder-Spree im Land Brandenburg.

## Geografische Lage
Der Gemeindeteil liegt rund 1,7 Kilometer südöstlich von Markgrafpieske. Rund 200 Meter weiter südlich führt die Bundesautobahn 12 in West-Ost-Richtung an der Wohnbebauung vorbei. Dort wurde ein Rastplatz, der sich in rund 800 Metern Entfernung vom Dorf befindet, nach dem Gemeindeteil benannt. Südöstlich des Gemeindeteils liegt der Wohnplatz Forsthaus Briesenluch.

## Geschichte
Um 1775 entstand auf einem Acker des Vorwerks Markgrafpieske „unweit der Windmühle an der Heide“ ein Kolonisten- und Büdneretablissement, das im Jahr 1792 erstmals als Briesen-Luch bezeichnet wurde. Sechs Jahre später lebten in Brisenluch zwölf Familien in sechs Doppelhaushälften, die je ein Morgen Gartenland und ein Morgen Wiese bewirtschafteten. Der Kolonie waren im Jahr 1801 keine Hufen zugewiesen; im genannten Jahr lebten zehn Einliegerfamilien mit 49 Personen im Dorf. Im Jahr 1831 kam es zu einem Brand, bei dem die Unterförsterei zerstört wurde. Ein Jahr später entstand südöstlich ein neues Försteretablissement, das Forsthaus Briesenluch. Im Dorf selbst lebten im Jahr 1856 zwölf Kolonistenfamilien. Sie wurden zwei Jahre später in die Gemeinde Neu Markgrafpieske eingemeindet und erweiterten so den Ort um 87 Personen mit 14 Wohn- und 16 Wirtschaftsgebäude, während das Forsthaus zum Schutzbezirk Markgrafpieske im Gutsbezirk Kolpin kam. Bis 1885 war der Bestand auf 14 Wohngebäude angewachsen, während die Bevölkerungszahl mit 64 Personen im Jahr 1925 konstant geblieben war. Im Jahr 1931 wurde Briesenluch ein Wohnplatz der mittlerweile in Markgrafpieske umbenannten Gemeinde, ab 1957 ein Ortsteil.